# Kees Krijgh (junior)
Kees Krijgh (junior) ('s-Hertogenbosch, 13 februari 1950) is een Nederlands voormalig voetballer. Hij begon als middenvelder, maar werd in de beginfase van zijn carrière verdediger. Hij werd in dienst van PSV drie keer Nederlands landskampioen en won in 1977/78 de UEFA Cup met de Eindhovense club. Krijgh kwam in 1975 twee keer uit voor het Nederlands voetbalelftal.

## Carrière
Krijgh is een naamgenoot van zijn oom, wijlen Kees Krijgh senior. Hij begon met voetballen bij BVV en kwam via N.E.C., De Graafschap en FC Den Bosch in 1972 bij PSV terecht. Hij speelde voor de Eindhovenaren 209 wedstrijden in de Eredivisie en scoorde daarin zeven keer. Ook speelde hij 32 Europese wedstrijden (één doelpunt) voor PSV. Krijgh vertrok in 1979 naar Cercle Brugge. Hij besloot zijn carrière bij Willem II.

### Clubstatistieken
| Seizoen | Club          | Competitie     | wed. | goals |
| ------- | ------------- | -------------- | ---- | ----- |
| 1969/70 | N.E.C.        | Eredivisie     | 18   | 0     |
| 1970/71 | N.E.C.        | Eredivisie     | 5    | 0     |
| 1970/71 | De Graafschap | Eerste divisie | 0    | 0     |
| 1971/72 | FC Den Bosch  | Eredivisie     | 32   | 0     |
| 1972/73 | PSV           | Eredivisie     | 34   | 2     |
| 1973/74 | PSV           | Eredivisie     | 22   | 0     |
| 1974/75 | PSV           | Eredivisie     | 32   | 2     |
| 1975/76 | PSV           | Eredivisie     | 34   | 0     |
| 1976/77 | PSV           | Eredivisie     | 25   | 1     |
| 1977/78 | PSV           | Eredivisie     | 31   | 0     |
| 1978/79 | PSV           | Eredivisie     | 31   | 2     |
| 1979/80 | Cercle Brugge | Eerste klasse  | 31   | 2     |
| 1980/81 | Cercle Brugge | Eerste klasse  | 30   | 2     |
| 1981/82 | Willem II     | Eredivisie     | 29   | 0     |
| 1982/83 | Willem II     | Eredivisie     | 33   | 0     |
| 1983/84 | Willem II     | Eredivisie     | 0    | 0     |

### Interlandstatistieken
| Interlands van Kees Krijgh voor Nederland | Interlands van Kees Krijgh voor Nederland | Interlands van Kees Krijgh voor Nederland | Interlands van Kees Krijgh voor Nederland | Interlands van Kees Krijgh voor Nederland | Interlands van Kees Krijgh voor Nederland |
| №                                         | Datum                                     | Wedstrijd                                 | Uitslag                                   | Soort Wedstrijd                           |                                           |
| Als speler bij PSV                        | Als speler bij PSV                        | Als speler bij PSV                        | Als speler bij PSV                        | Als speler bij PSV                        | Als speler bij PSV                        |
| ----------------------------------------- | ----------------------------------------- | ----------------------------------------- | ----------------------------------------- | ----------------------------------------- | ----------------------------------------- |
| 1.                                        | 15 oktober 1975                           | Nederland – Polen                         | 3 – 0                                     | Kwalificatiewedstrijd EK 1976             |                                           |
| 2.                                        | 22 november 1975                          | Italië – Nederland                        | 1 – 0                                     | Kwalificatiewedstrijd EK 1976             |                                           |

## Erelijst
| UEFA Cup            | 1x | 1977/78                   |
| Kampioen Eredivisie | 3x | 1974/75, 1975/76, 1977/78 |
| KNVB beker          | 2x | 1973/74, 1975/76          |

## Trivia
Krijgh kwam tegelijk met Egbert ter Mors naar De Graafschap. Het publiek was massaal afgekomen op Ter Mors, die enkele jaren in Duitsland had gespeeld. Gaandeweg de wedstrijd won Krijgh de harten van het publiek dat massaal Heia Keessie begon te roepen analoog aan de schaatswedstrijden waarin Kees Verkerk in die tijd meedeed.